# Ballads & Blues
Ballads & Blues, 1982–1994 – album kompilacyjny irlandzkiego gitarzysty i wokalisty Gary’ego Moore’a. Wydana w 1994 składanka obejmuje okres świetności tego brytyjskiego muzyka od roku 1982 do 1994. Płyta zawiera ponadto trzy utwory premierowe.

## Lista utworów
| Nr  | Tytuł (rok, autor)                                              | Długość |
| --- | --------------------------------------------------------------- | ------- |
| 1.  | „Always Gonna Love You” (1982) (Gary Moore)                     | 3:54    |
| 2.  | „Still Got the Blues” (wersja z singla, 1990) (Moore)           | 4:10    |
| 3.  | „Empty Rooms” (wersja z singla, 1985) (Neil Carter/Moore)       | 4:15    |
| 4.  | „Parisienne Walkways” (na żywo, 1993) (Phil Lynott/Moore)       | 6:47    |
| 5.  | „One Day” (wcześniej nie wydany) (Moore)                        | 4:00    |
| 6.  | „Separate Ways” (1992) (Moore)                                  | 4:54    |
| 7.  | „Story of the Blues” (1992) (Moore)                             | 6:39    |
| 8.  | „Crying in the Shadows” (1987) (Moore)                          | 5:00    |
| 9.  | „With Love (Remember)” (wcześniej nie wydany) (Moore)           | 7:05    |
| 10. | „Midnight Blues” (1990) (Moore)                                 | 4:58    |
| 11. | „Falling in Love with You” (wersja z singla, 1983) (Moore)      | 4:05    |
| 12. | „Jumpin' at Shadows” (1992) (Duster Bennett)                    | 4:21    |
| 13. | „Blues for Narada” (instrumental, wcześniej nie wydany) (Moore) | 7:40    |
| 14. | „Johnny Boy” (1987) (Moore)                                     | 3:11    |